# Konte
Konte is een bestuurslaag in het regentschap Dompu van de provincie West-Nusa Tenggara, Indonesië. Konte telt 990 inwoners (volkstelling 2010).